# Кёницер, Вилли Фридрих
Вилли Фридрих Кёницер (нем. Willi Friedrich Könitzer; 13 мая 1905, Эльберфельд — 9 января 1947, Ораниенбург) — немецкий журналист и писатель, автор антисемитских работ.

## Биография
Вилли Фридрих Кёницер родился 13 мая 1905 года в Эльберфельде; в 1932 году в Марбургском университете он написал и защитил диссертацию о поэте Фридрихе Гёльдерлине — стал кандидатом наук. После прихода к власти в Германии национал-социалистов, Кёницер активно публиковался (являлся главным редактором) и работал на радио. Кроме того, в этот период, он написал ряд литературных произведений национал-социалистической и антисемитской направленности: в частности, в 1938 году он перевел на немецкий язык ярко антисемитскую брошюру «Безделицы для погрома» (Bagatelles pour un massacre), за авторством Луи-Фердинанда Селина, а в 1939 — опубликовал сборник статей по «еврейскому вопросу». По окончании Второй мировой войны в Европе, Вилли Кёницер был заключен в советский специальный лагерь № 7 «Заксенхаузен», где и умер 9 января 1947 года. В советской оккупационной зоне, а затем и в ГДР, большая часть его работ содержалась в «Списке изъятой литературы».

## Работы
- Die Bedeutung des Schicksals bei Hölderlin, Würzburg 1932.
- Hölderlin, Oldenburg i.O. 1934.
- Olympia 1936, Berlin 1936.
- Zwischen Start und Ziel, Breslau 1936.
- Deutsches Volk — singend Volk, Berlin 1937 (совместно с Alfred Frank).
- Nurmi, Berlin 1937.
- Oberst Menin, Leipzig 1937.
- Zweimal abgestürzt, Berlin 1937.
- Die Fackel des Genius, Leipzig 1938.
- Schnaut sattelt um, Leipzig 1938
- Deutsche Heldenehrung, Berlin-Grunewald 1939.
- Die Marketenderin, Berlin 1943.